# Partidos cantonales de Costa Rica

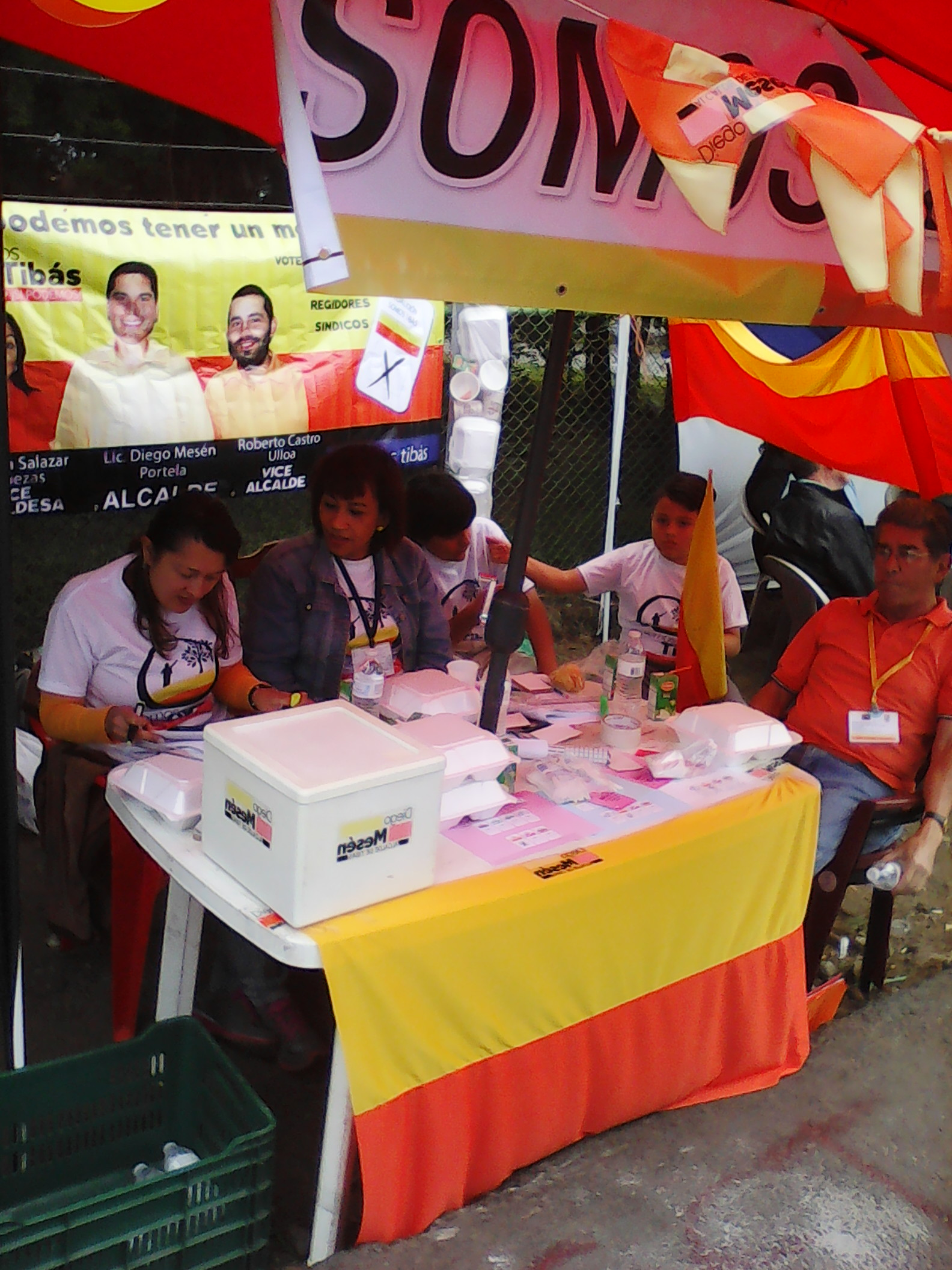
Puesto de la Coalición Somos Tibás en las elecciones municipales del cantón en el 2016.

Los partidos políticos cantonales de Costa Rica son aquellos partidos que se inscriben a escala cantonal. Los cantones en Costa Rica son la tercera división subnacional y la única con gobierno local, equivalentes a los municipios de otros países, por lo que los partidos cantonales solo pueden postular candidatos a cargos municipales: la alcaldía, vicealcaldías, regidurías, sindicaturas, concejalías de distrito, intendencias en aquellos distritos que poseen uno, y todos sus respectivos suplentes.
Para fundar un partido político cantonal se requiere una asamblea constituyente de al menos cincuenta personas, todas electoras en el cantón respectivo, la recolección de al menos mil firmas de ciudadanos debidamente empadronados y conformar la Asamblea Cantonal con delegados de los distintos distritos del cantón. Los partidos cantonales han tomado protagonismo importante en las últimas elecciones desde la reforma al Código Municipal que convirtió a los alcaldes en cargos de elección popular (antes se les designaba por el Concejo Municipal conformado por regidores electos al mismo tiempo que diputados y presidente). Sin embargo, actualmente solo diez partidos cantonales poseen la alcaldía de sus cantones.

## Partidos y coaliciones con representación municipal (2024-2028)

### Alcaldías
| Provincia  | Cantón     | Bandera | Partido                | Detalles |
| ---------- | ---------- | ------- | ---------------------- | --- |
| San José   | San José   |         | Juntos San José        | Fundado bajo el nombre Alternativa San José, el partido formó parte de la coalición Juntos San José para las elecciones del 2020. La coalición se convirtió en su propio partido cuando Alternativa San José cambió su nombre y bandera a las de la coalición para las elecciones siguientes, en las cuales ganó la alcaldía, tres regidurías, cinco sindicaturas y 18 concejalías. |
| San José   | Moravia    |         | Somos Moravia          | Se fundó para las elecciones de 2020, en las cuales tuvo bastante éxito. Buscó reelecciones para el periodo siguiente, en el cual ganó la alcaldía, tres regidurías, y las tres sindicaturas del cantón. |
| San José   | Curridabat |         | Curridabat Siglo XXI   | El partido ha controlado la alcaldía del cantón desde el 2002, la cual aseguró por sexta vez en las elecciones más recientes del 2024, junto con dos regidurías, dos sindicaturas y seis concejalías. |
| Alajuela   | Palmares   |         | Palmares Primero       | Habiendo tenido éxito en el 2020, participó de nuevo en las elecciones siguientes, ganando la alcaldía, junto con dos regidurías, cinco sindicaturas y 15 concejalías. |
| Alajuela   | Sarchí     |         | Alianza por Sarchí     | Establecido en el 2018, el partido vio una gran victoria en el 2020. En las elecciones siguientes, volvió a asegurar la alcaldía, dos regidurías, cuatro sindicaturas y nueve concejalías. |
| Heredia    | San Rafael |         | Bienestar Rafaeleño    | Se fundó en el 2022 para las elecciones del 2024. Ganó la alcaldía, tres regidurías, cuatro sindicaturas y nueve concejalías. |
| Heredia    | San Isidro |         | Avance Isidreño        | Se fundó en el 2018, sin ningún éxito en las elecciones del 2020. Las elecciones siguientes fueron mucho más exitosas, ganando la alcaldía, dos regidurías, dos sindicaturas y seis concejalías. |
| Guanacaste | Nicoya     |         | La Gran Nicoya         | Fue establecido en el 2018 para las elecciones del 2020, con mucho éxito. El partido buscó reelecciones para el siguiente periodo, en el cual logró volver a obtener la alcaldía, cuatro regidurías (dándole mayoría), todas las sindicaturas, y quince concejalías. |
| Guanacaste | Santa Cruz |         | Auténtico Santacruceño | Fue fundado en el 2019 para las elecciones del año siguiente,con buen éxito. Para las elecciones del 2024, ganó la alcaldía de nuevo, junto con dos regidurías, cuatro sindicaturas y quince concejalías. |
| Puntarenas | Garabito   |         | Pueblo Garabito        | Fue fundado a finales del 2014. Tuvo mediano éxito en los dos periodos siguientes, pero fue el único partido cantonal puntarenense en ganar la alcaldía de su cantón en el 2024. También ganó dos regidurías, dos de las tres sindicaturas y dos concejales por distrito. |

### Regidurías, sindicaturas y concejalías
| Provincia  | Cantón              | Bandera | Partido                         | Regidurías | Sindicaturas           | Concejalías |
| ---------- | ------------------- | ------- | ------------------------------- | ---------- | ---------------------- | --- |
| San José   | San José            |         | Más San José                    | 1          | Ninguna                | - La Uruca (1) - Merced (1) |
| San José   | Escazú              |         | Unidos por Escazú               | 1          | Ninguna                | - Escazú (1) - San Antonio (1) - San Rafael (1) |
| San José   | Escazú              |         | Terra Escazú                    | 1          | Ninguna                | San Rafael (1) |
| San José   | Escazú              |         | Yunta Progresista Escazuceña    | 1          | Ninguna                | Ninguna |
| San José   | Desamparados        |         | Ecológico Comunal Costarricense | 1          | Ninguna                | Ninguna |
| San José   | Puriscal            |         | Puriscal en Marcha              | 1          | Ninguna                | Ninguna |
| San José   | Mora                |         | Unidos para el Desarrollo       | 2          | Ninguna                | - Colón (1) - Guayabo (1) - Tabarcia (1) - Jaris (1) - Quitirrisí (1) |
| San José   | Goicoechea          |         | Coalición Cambio Ciudadano      | 2          | Ipís                   | - Guadalupe (1) - Calle Blancos (1) - Mata de Plátano (1) - Ipís (2) - Rancho Redondo (1) - Purral (1)                                                                          |
| San José   | Santa Ana           |         | Del Sol                         | 2          | Pozos                  | - Santa Ana (1) - Salitral (1) - Pozos (2) - Uruca (2) - Piedades (1) - Brasil (1)                                                                                              |
| San José   | Vázquez de Coronado |         | Auténtico Labrador de Coronado  | 2          | Ninguna                | - San Isidro (1) - San Rafael (1) - Dulce Nombre de Jesús (1) - Patalillo (1)                                                                                                   |
| San José   | Montes de Oca       |         | Coalición Gente Montes de Oca   | 2          | San Pedro              | - San Pedro (1) - Sabanilla (1) - Mercedes (1) - San Rafael (1) |
| San José   | Montes de Oca       |         | Coalición Somos Montes de Oca   | 1          | Ninguna                | - San Pedro (1) - Sabanilla (1) - San Rafael (1) |
| San José   | Montes de Oca       |         | En Común                        | 1          | Ninguna                | - San Pedro (1) - Sabanilla (1) |
| San José   | Curridabat          |         | Gente Pro-Curri                 | 1          | Ninguna                | Ninguna |
| Alajuela   | Alajuela            |         | Renovemos Alajuela              | 1          | Ninguna                | - Alajuela (1) - San José (2) - San Antonio (1) - Desamparados (1) - Turrúcares (1) - Tambor (1)                                                                                |
| Alajuela   | Alajuela            |         | Despertar Alajuelense           | 1          | Ninguna                | Turrúcares (1) |
| Alajuela   | Grecia              |         | Nueva Mayoría Griega            | 1          | San José               | - Grecia (1) - San Isidro (1) - San José (2) - San Roque (1) - Bolívar (1) |
| Alajuela   | Grecia              |         | Unión Griega                    | 1          | Ninguna                | Puente de Piedra (1) |
| Alajuela   | San Carlos          |         | Progreser                       | 1          | Ninguna                | - Quesada (1) - Florencia (1) - Buenavista (1) - Aguas Zarcas (1) - Venecia (1) - Cutris (1)                                                                                    |
| Cartago    | Turrialba           |         | Turrialba Primero               | 1          | - Peralta - Tres Equis | - Turrialba (1) - La Suiza (1) - Peralta (2) - Santa Cruz (1) - Santa Teresita (1) - Pavones (1) - Tayutic (1) - Santa Rosa (1) - Tres Equis (2) - La Isabel (2) - Chirripó (1) |
| Cartago    | El Guarco           |         | Unión Guarqueño                 | 2          | Ninguna                | Ninguna |
| Heredia    | Heredia             |         | Sentir Heredia                  | 1          | Ninguna                | Ninguna |
| Heredia    | Santo Domingo       |         | Movimiento Avance Santo Domingo | 2          | - San Vicente - Pará   | - Santo Domingo (2) - San Vicente (2) - San Miguel (1) - Paracito (1) - Santo Tomás (1) - Santa Rosa (1) - Tures (1) - Pará (2)                                                 |
| Heredia    | Santo Domingo       |         | Unión Domingueña                | Ninguna    | Ninguna                | - San Vicente (1) - San Miguel (1) - Tures (1) |
| Heredia    | Belén               |         | Coalición Unión Belemita        | 2          | San Antonio            | - San Antonio (2) - La Ribera (1) - La Asunción (1) |
| Heredia    | Flores              |         | Alma Floreña                    | 1          | San Joaquín            | - San Joaquín (2) - Barrantes (1) - Llorente (1) |
| Heredia    | Sarapiquí           |         | Auténtico Sarapiqueño           | 1          | Ninguna                | Llanuras del Gaspar (1) |
| Guanacaste | Liberia             |         | Nueva Liberia                   | 1          | Ninguna                | - Cañas Dulces (1) - Nacascolo (1) |
| Guanacaste | Nandayure           |         | Nandayure Progresa              | 1          | Ninguna                | - Carmona (1) - Santa Rita (1) - Zapotal (1) - San Pablo (1) |
| Puntarenas | Montes de Oro       |         | Unión Oromontana                | 1          | Ninguna                | - Miramar (2) - San Isidro (1) |
| Puntarenas | Osa                 |         | Organización Social Activa      | 1          | Bahía Ballena          | - Puerto Cortés (2) - Palmar (1) - Sierpe (1) - Bahía Ballena (3) - Piedras Blancas (1) - Bahía Drake (1)                                                                       |

## Listado
Actualmente hay 98 partidos cantonales inscritos en el Tribunal Supremo de Elecciones, 19 de los cuales están declarados inactivos, y 4 de los cuales forman parte de una coalición. 31 cantones no tienen ningún partido cantonal inscrito.

### Partidos cantonales

#### Inscritos actualmente
| Provincia  | Cantón              | Bandera                          | Partido                                 |
| ---------- | ------------------- | -------------------------------- | --------------------------------------- |
| San José   | San José            |                                  | Alianza por San José                    |
| San José   | San José            | Bienestar Josefino               |                                         |
| San José   | San José            | Demócrata Costarricense          |                                         |
| San José   | San José            | Juntos San José                  |                                         |
| San José   | San José            | Más San José                     |                                         |
| San José   | San José            | Renovando Esperanzas Nuevas      |                                         |
| San José   | San José            | Soberano                         |                                         |
| San José   | San José            | Solidaridad                      |                                         |
| San José   | Escazú              |                                  | Ecológico Escazuceño                    |
| San José   | Escazú              | Independiente Escazuceño         |                                         |
| San José   | Escazú              | Terra Escazú                     |                                         |
| San José   | Escazú              | Unidos por Escazú                |                                         |
| San José   | Escazú              | Yunta Progresista Escazuceña     |                                         |
| San José   | Desamparados        |                                  | Acuerdo Cantonal Desamparadeño          |
| San José   | Desamparados        | Ecológico Comunal Costarricense  |                                         |
| San José   | Desamparados        | Fuerza Democrática Desamparadeña |                                         |
| San José   | Desamparados        | La Esperanza Desamparadeña       |                                         |
| San José   | Desamparados        | Progreso Comunal Desamparadeño   |                                         |
| San José   | Puriscal            |                                  | Puriscal en Marcha                      |
| San José   | Puriscal            | Puriscaleños de Corazón          |                                         |
| San José   | Tarrazú             |                                  | Tarrazú Primero                         |
| San José   | Mora                |                                  | El Puente y los Caminos de Mora         |
| San José   | Mora                | Unidos para el Desarrollo        |                                         |
| San José   | Goicoechea          |                                  | Ciudadanía Goicoechea                   |
| San José   | Goicoechea          | Ciudadanos Libres                |                                         |
| San José   | Goicoechea          | Goicoechea en Acción             |                                         |
| San José   | Goicoechea          | Todos por Goicoechea             |                                         |
| San José   | Santa Ana           |                                  | Del Sol                                 |
| San José   | Santa Ana           | Movimiento Alianza Santaneña     |                                         |
| San José   | Vázquez de Coronado |                                  | Auténtico Labrador de Coronado          |
| San José   | Vázquez de Coronado | Demócrata                        |                                         |
| San José   | Tibás               |                                  | Cívico de Tibás Fuenteovejuna           |
| San José   | Moravia             |                                  | Somos Moravia                           |
| San José   | Montes de Oca       |                                  | Avance de Montes de Oca                 |
| San José   | Montes de Oca       | En Común                         |                                         |
| San José   | Montes de Oca       | Gente Montes de Oca              |                                         |
| San José   | Montes de Oca       | Humanista Montes de Oca          |                                         |
| San José   | Curridabat          |                                  | Curridabat Siglo XXI                    |
| San José   | Curridabat          | Gente Pro-Curri                  |                                         |
| San José   | Pérez Zeledón       |                                  | Justicia Generaleña                     |
| San José   | Pérez Zeledón       | Unión Generaleña                 |                                         |
| Alajuela   | Alajuela            |                                  | Despertar Alajuelense                   |
| Alajuela   | Alajuela            | Renovemos Alajuela               |                                         |
| Alajuela   | San Ramón           |                                  | Liga Ramonense                          |
| Alajuela   | San Ramón           | Recicladores y Visionarios       |                                         |
| Alajuela   | San Ramón           | Reciclarte                       |                                         |
| Alajuela   | Grecia              |                                  | Nueva Mayoría Griega                    |
| Alajuela   | Grecia              | Unión Griega                     |                                         |
| Alajuela   | Atenas              |                                  | Unión Ateniense                         |
| Alajuela   | Naranjo             |                                  | Acción Naranjeña                        |
| Alajuela   | Palmares            |                                  | Alianza por Palmares                    |
| Alajuela   | Palmares            | Palmares Primero                 |                                         |
| Alajuela   | Palmares            | Unión Palmareña                  |                                         |
| Alajuela   | Poás                |                                  | Unión Poaseña                           |
| Alajuela   | San Carlos          |                                  | Alianza Sancarleña                      |
| Alajuela   | San Carlos          | Progreser                        |                                         |
| Alajuela   | Sarchí              |                                  | Alianza por Sarchí                      |
| Alajuela   | Sarchí              | Fuerza Sarchiceña                |                                         |
| Cartago    | La Unión            |                                  | Alianza Social por La Unión             |
| Cartago    | La Unión            | La Fuerza de La Unión            |                                         |
| Cartago    | La Unión            | Rescate Cantonal La Unión        |                                         |
| Cartago    | Turrialba           |                                  | Turrialba Primero                       |
| Cartago    | El Guarco           |                                  | Unión Guarqueño                         |
| Heredia    | Heredia             |                                  | Sentir Heredia                          |
| Heredia    | Barva               |                                  | Barva Unida                             |
| Heredia    | Santo Domingo       |                                  | Movimiento Avance Santo Domingo         |
| Heredia    | Santo Domingo       | Unión Domingueña                 |                                         |
| Heredia    | Santa Bárbara       |                                  | Integración Barbareña                   |
| Heredia    | San Rafael          |                                  | Bienestar Rafaeleño                     |
| Heredia    | San Isidro          |                                  | Avance Isidreño                         |
| Heredia    | Belén               |                                  | Independiente Belemita                  |
| Heredia    | Flores              |                                  | Alma Floreña                            |
| Heredia    | Flores              | Todo por Flores                  |                                         |
| Heredia    | Sarapiquí           |                                  | Auténtico Sarapiqueño                   |
| Guanacaste | Liberia             |                                  | Liberia Unida                           |
| Guanacaste | Liberia             | Nueva Liberia                    |                                         |
| Guanacaste | Nicoya              |                                  | Auténtico Nicoyano                      |
| Guanacaste | Nicoya              | Guanacaste Primero               |                                         |
| Guanacaste | Nicoya              | La Gran Nicoya                   |                                         |
| Guanacaste | Santa Cruz          |                                  | Auténtico Santacruceño                  |
| Guanacaste | Carrillo            |                                  | Cantonal de Carrillo                    |
| Guanacaste | Abangares           |                                  | Único Abangareño                        |
| Guanacaste | Nandayure           |                                  | Nandayure Progresa                      |
| Puntarenas | Montes de Oro       |                                  | Unión Oromontana                        |
| Puntarenas | Osa                 |                                  | Organización Social Activa              |
| Puntarenas | Quepos              |                                  | Acción Quepeña                          |
| Puntarenas | Quepos              | Acuerdo de Alianza de Quepos     |                                         |
| Puntarenas | Quepos              | Justicia Social                  |                                         |
| Puntarenas | Parrita             |                                  | Parrita Independiente                   |
| Puntarenas | Parrita             | Restauración Parriteña           |                                         |
| Puntarenas | Corredores          |                                  | Corredores en Acción                    |
| Puntarenas | Garabito            |                                  | Garabito Ecológico                      |
| Puntarenas | Garabito            | Pueblo Garabito                  |                                         |
| Puntarenas | Puerto Jiménez      |                                  | Viva Puerto Jiménez                     |
| Limón      | Limón               |                                  | Limón Independiente                     |
| Limón      | Pococí              |                                  | Unión Caribeña                          |
| Limón      | Siquirres           |                                  | Acción Cantonal Siquirres Independiente |
| Limón      | Talamanca           |                                  | Desarrollo Talamanqueño                 |

#### Cancelados
Los siguientes son partidos que en algún momento estuvieron inscritos en el Tribunal Supremo de Elecciones a escala cantonal, pero han sido disueltos desde entonces.
| - Demócrata (Barva, Heredia — 1956 – 1960) - Republicano Independiente (Aserrí, San José — 1961 – 1965) - Demócrata Cristiano (Coto Brus, Puntarenas — 1966 – 1967) - Frente Democrático Palmareño (Palmares, Alajuela — 1965 – 1969) - Unificación Nacional (San Pablo, Heredia — 1969 – 1969) - Socialista (Coto Brus, Puntarenas — 1966 – 1970) - Tercer Frente (San Pablo, Heredia — 1969 – 1973) - Unión Desamparadeño Independiente (Desamparados, San José — 1969 – 1973) - Social Cristiano (Turrialba, Cartago — 1972 – 1976) - Alianza Nacional Cristiana (Cañas, Guanacaste — 1972 – 1976) - Social Demócrata (San Pablo, Heredia — 1968 – 1976) - Alianza Popular Renovadora Nacional (Aserrí, San José — 1972 – 1976) - Comunista Costarricense (Corredores, Puntarenas — 1975 – 1979) - Unidad Nacional (Corredores, Puntarenas — 1976 – 1980) - Social Demócrata (San Pablo, Heredia — 1977 – 1981) - Alianza Desamparadeña (Desamparados, San José — 1977 – 1984) - Nacional Costarricense (Goicoechea, San José — 1981 – 1985) - Laborista (La Unión, Cartago — 1982 – 1986) - Republicano Nacional (Hojancha, Guanacaste — 1978 – 1990) - Social Demócrata (San Pablo, Heredia — 1987 – 1990) - Recuperación Nacional (Cañas, Guanacaste — 1989 – 1992) - San Carlos Independiente (San Carlos, Alajuela — 1996 – 1998) - Respuesta Ciudadana (Escazú, San José — 2001 – 2003) - Humanista Ecologista Barveño (Barva, Heredia — 2001 – 2003) - Opción Humanista del Cantón de San José (San José, San José — 2001 – 2003) - Desamparadeñ@s Humanistas Ecologistas (Desamparados, San José — 2001 – 2003) - Acción Golfiteña (Golfito, Puntarenas — 1997 – 2007) - Auténtico Paraiseño (Paraíso, Cartago — 2001 – 2007) | - Conciencia Limonense (Limón, Limón — 2001 – 2007) - Nuevo Corredores (Corredores, Puntarenas — 2001 – 2007) - Renacer Santacruceño (Santa Cruz, Guanacaste — 2002 – 2007) - Alianza para Avanzar (San José, San José — 2002 – 2007) - Movimiento Curridabat (Curridabat, San José — 2002 – 2007) - San José Somos Todos (San José, San José — 2002 – 2007) - Movimiento Opción Cantonal Auténtica (Montes de Oca, San José — 2002 – 2007) - Social Demócrata (Palmares, Alajuela — 2004 – 2007) - Alajuelita Nueva (Alajuelita, San José — 1981 – 2010) - Auténtico Pilarico (La Unión, Cartago — 2005 – 2010) - Revolucionario de los Trabajadores (San Pablo, Heredia — 2005 – 2010) - Fuerza Comunal Desamparadeña (Desamparados, San José — 2005 – 2010) - Alianza por San José (San José, San José — 2001 – 2010) - Moravia Progresista (Moravia, San José — 2005 – 2010) - Del Pueblo y para el Pueblo (San José, San José — 2006 – 2011) - Auténtico Santaneño (Santa Ana, San José — 2006 – 2011) - Solidaridad Ramonense (San Ramón, Alajuela — 2006 – 2011) - Humanista de Heredia (Heredia, Heredia — 1997 – 2011) - Viva Buenos Aires (Buenos Aires, Puntarenas — 2009 – 2011) - Organización Laborista de Aguirre (Aguirre, Puntarenas — 2005 – 2011) - Talamanca Unida (Talamanca, Limón — 2009 – 2011) - Avante Pococí (Pococí, Limón — 2019 – 2023) - El Partido De Nicoya (Nicoya, Guanacaste — 2019 – 2023) - Unión de Puntarenenses Emprendedores (Puntarenas, Puntarenas — 2019 – 2024) - Colectivo Convergencia (Alajuela, Alajuela — 2023 – 2024) - Auténtico Siquirreño (Siquirres, Limón — 2015 – 2024) - Autónomo Oromontano (Montes de Oro, Puntarenas — 2005 – 2024) - Popular Cristiano (Santa Ana, San José — 2023 – 2024) |

### Coaliciones cantonales
El Código Electoral de Costa Rica permite que dos o más partidos formen coaliciones entre sí para presentar candidaturas comunes en las escalas en las que están autorizadas para participar, sin estas perder sus identidades individuales como partido (por ejemplo, una coalición que incluya a un partido nacional puede participar en cualquier elección, mientras que coaliciones que solo incluyan partidos cantonal están limitados a su cantón). Cualquier partido puede coaligarse con otro, independientemente de su escala, sin embargo, la gran mayoría de coaliciones del país se establecen para participar a escala cantonal y tienden a disolverse pocos meses después de las elecciones. Han existido casi 30 coaliciones cantonales desde el 2009.
Se inscribieron las siguientes cuatro coaliciones al Tribunal Supremo de Elecciones para las elecciones municipales del 2024,las cuales han sido disueltas.
| Provincia | Cantón        | Bandera | Coalición           | Integrantes |
| --------- | ------------- | ------- | ------------------- | --- |
| San José  | Goicoechea    |         | Cambio Ciudadano    | - Acción Ciudadana (Nacional) - Todos por Goicoechea (Cantonal) |
| San José  | Montes de Oca |         | Gente Montes de Oca | 2016: - Acción Ciudadana (Nacional) - Frente Amplio (Nacional) 2020: - Acción Ciudadana (Nacional) - Humanista Montes de Oca (Cantonal) - Gente Montes de Oca (Cantonal) - Vamos (Provincial) 2024: - Frente Amplio (Nacional) - Gente Montes de Oca (Cantonal) |
| San José  | Montes de Oca |         | Somos Montes de Oca | - Acción Ciudadana (Nacional) - Humanista Montes de Oca (Cantonal) |
| Heredia   | Belén         |         | Unión Belemita      | - Frente Amplio (Nacional) - Independiente Belemita (Cantonal) |

#### Previas
Algunas de estas coaliciones se convirtieron en partidos independientes en vez de abandonarse completamente. Sin embargo, legalmente fueron disueltas como coaliciones, entonces se listan aquí de todos modos.
| Provincia  | Cantón        | Coalición                 | Integrantes | Elecciones |
| ---------- | ------------- | ------------------------- | --- | ---------- |
| San José   | San José      | Chepe                     | - Acción Ciudadana (Nacional) - Vamos (Provincial) | 2020       |
| San José   | San José      | Juntos                    | - Alternativa San José (Cantonal) - Frente Amplio (Nacional) | 2020       |
| San José   | Aserrí        | Aserrí de Todos           | - Acción Ciudadana (Nacional) - Unidad Social Cristiana (Nacional) | 2020       |
| San José   | Tibás         | Somos Tibás               | - Acción Ciudadana (Nacional) - Frente Amplio (Nacional) | 2016       |
| San José   | Montes de Oca | Montes de Oca Unida       | - Frente Amplio (Nacional) - Humanista Montes de Oca (Cantonal) | 2010       |
| Alajuela   | Alajuela      | Alajuelense               | - Alianza Patriótica (Nacional) - Frente Amplio (Nacional) | 2010       |
| Alajuela   | San Ramón     | Liga Ramonense            | - Alianza Patriótica (Nacional) - Frente Amplio (Nacional) | 2010       |
| Alajuela   | San Ramón     | Ramonense                 | - Acción Ciudadana (Nacional) - Frente Amplio (Nacional) | 2010       |
| Alajuela   | Poás          | Frente Patriótico Poaseño | - Alianza Patriótica (Nacional) - Frente Amplio (Nacional) | 2010       |
| Alajuela   | San Carlos    | Alianza Sancarleña        | - Alianza Patriótica (Nacional) - Frente Amplio (Nacional) | 2010       |
| Alajuela   | San Carlos    | Unidos por San Carlos     | - Acción Ciudadana (Nacional) - Frente Amplio (Nacional) | 2010       |
| Alajuela   | Zarcero       | Popular de Alfaro Ruíz    | - Alianza Patriótica (Nacional) - Frente Amplio (Nacional) | 2010       |
| Alajuela   | Zarcero       | Partido Alianza Zarcereña | - Acción Ciudadana (Nacional) - Frente Amplio (Nacional) | 2010       |
| Alajuela   | Guatuso       | Unidos por Guatuso        | - Acción Ciudadana (Nacional) - Frente Amplio (Nacional) | 2016       |
| Cartago    | Cartago       | Cartago Unido             | - Acción Ciudadana (Nacional) - Frente Amplio (Nacional) - Unidad Social Cristiana (Nacional) - Verde Ecologista (Provincial)                                                       | 2010       |
| Heredia    | Heredia       | Heredia Unida             | - Frente Amplio (Nacional) - Humanista de Heredia (Cantonal) | 2010       |
| Heredia    | Barva         | Barva Unida               | Octubre 2009 - Abril 2010: - Alianza Patriótica (Nacional) - Frente Amplio (Nacional) Agosto 2010 - Enero 2011: - Accesibilidad sin Exclusión (Nacional) - Frente Amplio (Nacional) | 2010       |
| Heredia    | Santa Bárbara | Barbareña                 | - Alianza Patriótica (Nacional) - Frente Amplio (Nacional) | 2010       |
| Heredia    | Belén         | Alianza por Belén         | - Acción Ciudadana (Nacional) - Frente Amplio (Nacional) - Independiente Belemita (Cantonal)                                                                                        | 2016       |
| Heredia    | Flores        | Unidad por Flores         | - Todo por Flores (Cantonal) - Unidad Social Cristiana (Nacional) | 2020       |
| Guanacaste | Liberia       | Unión Liberiana           | - Movimiento Libertario (Nacional) - Unidad Social Cristiana (Nacional) | 2010       |
| Guanacaste | Nicoya        | Alianza por Nicoya        | - Acción Ciudadana (Nacional) - El Partido de Nicoya (Cantonal) - Frente Amplio (Nacional)                                                                                          | 2020       |